# Wereldkampioenschappen noords skiën 2023
De wereldkampioenschappen noords skiën 2023 werden van 22 februari tot en met 5 maart 2023 gehouden in Planica.
Nieuw op het programma was de gemengde landenwedstrijd bij de noordse combinatie, de teamsprint voor mannen bij de noordse combinatie verdween van het programma.

## Wedstrijdschema
| Februari/Maart     | 22 | 23 | 24 | 25 | 26 | 27 | 28 | 1 | 2 | 3 | 4 | 5 | T  |
| ------------------ | -- | -- | -- | -- | -- | -- | -- | - | - | - | - | - | -- |
| Langlaufen         | Q  | 2  | 1  | 1  | 2  |    | 1  | 1 | 1 | 1 | 1 | 1 | 12 |
| Noordse combinatie |    |    | 1  | 1  | 1  |    |    | 1 |   |   | 1 |   | 5  |
| Schansspringen     | Q  | 1  | Q  | 2  | 1  |    | Q  | 1 | Q | 1 | 1 |   | 7  |
| Finales            | 0  | 3  | 2  | 4  | 4  | 0  | 1  | 3 | 1 | 2 | 3 | 1 | 24 |

## Medailles

### Langlaufen

#### Mannen
| Onderdeel             | Goud                                                                                   | Goud                                         | Zilver                                                                | Zilver                                          | Brons                                                                | Brons                              |
| --------------------- | -------------------------------------------------------------------------------------- | -------------------------------------------- | --------------------------------------------------------------------- | ----------------------------------------------- | -------------------------------------------------------------------- | ---------------------------------- |
| Sprint                | Johannes Høsflot Klæbo Noorwegen                                                       | Johannes Høsflot Klæbo Noorwegen             | Pål Golberg Noorwegen                                                 | Pål Golberg Noorwegen                           | Jules Chappaz Frankrijk                                              | Jules Chappaz Frankrijk            |
| 15 km vrije stijl     | Simen Hegstad Krüger Noorwegen                                                         | 32.17,4                                      | Harald Østberg Amundsen Noorwegen                                     | 32.22,7                                         | Hans Christer Holund Noorwegen                                       | 32.42,0                            |
| 30 km skiatlon        | Simen Hegstad Krüger Noorwegen                                                         | 1:09.40,3                                    | Sjur Røthe Noorwegen                                                  | 1:09.52,5                                       | Johannes Høsflot Klæbo Noorwegen                                     | 1:09.54,4                          |
| 50 km klassieke stijl | Pål Golberg Noorwegen                                                                  | 2:01.30,2                                    | Johannes Høsflot Klæbo Noorwegen                                      | 2:01.31,2                                       | William Poromaa Zweden                                               | 2:01.31,4                          |
| Teamsprint            | Noorwegen Pål Golberg Johannes Høsflot Klæbo                                           | Noorwegen Pål Golberg Johannes Høsflot Klæbo | Italië Francesco De Fabiani Federico Pellegrino                       | Italië Francesco De Fabiani Federico Pellegrino | Frankrijk Renaud Jay Richard Jouve                                   | Frankrijk Renaud Jay Richard Jouve |
| 4×10 km estafette     | Noorwegen Hans Christer Holund Pål Golberg Simen Hegstad Krüger Johannes Høsflot Klæbo | 1:32.54,7                                    | Finland Ristomatti Hakola Iivo Niskanen Perttu Hyvärinen Niko Anttola | 1:33.41,6                                       | Duitsland Albert Kuchler Janosch Brugger Jonas Dobler Friedrich Moch | 1:33.54,5                          |

#### Vrouwen
| Onderdeel             | Goud                                                                                     | Goud                             | Zilver                                                          | Zilver                                        | Brons                                                          | Brons                                       |
| --------------------- | ---------------------------------------------------------------------------------------- | -------------------------------- | --------------------------------------------------------------- | --------------------------------------------- | -------------------------------------------------------------- | ------------------------------------------- |
| Sprint                | Jonna Sundling Zweden                                                                    | Jonna Sundling Zweden            | Emma Ribom Zweden                                               | Emma Ribom Zweden                             | Maja Dahlqvist Zweden                                          | Maja Dahlqvist Zweden                       |
| 10 km vrije stijl     | Jessica Diggins Verenigde Staten                                                         | 23.40,8                          | Frida Karlsson Zweden                                           | 23.54,8                                       | Ebba Andersson Zweden                                          | 24.00,3                                     |
| 15 km skiatlon        | Ebba Andersson Zweden                                                                    | 38.11,8                          | Frida Karlsson Zweden                                           | 38.33,8                                       | Astrid Øyre Slind Noorwegen                                    | 38.59,8                                     |
| 30 km klassieke stijl | Ebba Andersson Zweden                                                                    | 1:22.18,0                        | Anne Kjersti Kalvå Noorwegen                                    | 1:23.11,0                                     | Frida Karlsson Zweden                                          | 1:23.12,2                                   |
| Teamsprint            | Zweden Emma Ribom Jonna Sundling                                                         | Zweden Emma Ribom Jonna Sundling | Noorwegen Anne Kjersti Kalvå Tiril Udnes Weng                   | Noorwegen Anne Kjersti Kalvå Tiril Udnes Weng | Verenigde Staten Jessica Diggins Julia Kern                    | Verenigde Staten Jessica Diggins Julia Kern |
| 4×5 km estafette      | Noorwegen Tiril Udnes Weng Astrid Øyre Slind Ingvild Flugstad Østberg Anne Kjersti Kalvå | 50.33,3                          | Duitsland Laura Gimmler Katharina Hennig Pia Fink Victoria Carl | 50.53,8                                       | Zweden Emma Ribom Ebba Andersson Frida Karlsson Maja Dahlqvist | 51.02,0                                     |

### Noordse combinatie

#### Mannen
| Onderdeel                | Goud                                                                         | Goud    | Zilver                                                              | Zilver  | Brons                                                                         | Brons   |
| ------------------------ | ---------------------------------------------------------------------------- | ------- | ------------------------------------------------------------------- | ------- | ----------------------------------------------------------------------------- | ------- |
| Gundersen normale schans | Jarl Magnus Riiber Noorwegen                                                 | 24.36,3 | Julian Schmid Duitsland                                             | 24.55,7 | Franz-Josef Rehrl Oostenrijk                                                  | 24.57,3 |
| Gundersen grote schans   | Jarl Magnus Riiber Noorwegen                                                 | 23.42,6 | Jens Lurås Oftebro Noorwegen                                        | 24.44,0 | Johannes Lamparter Oostenrijk                                                 | 24.47,3 |
| Team                     | Noorwegen Espen Andersen Jens Lurås Oftebro Jarl Magnus Riiber Jørgen Gråbak | 47.20,4 | Duitsland Eric Frenzel Vinzenz Geiger Johannes Rydzek Julian Schmid | 47.29,4 | Oostenrijk Martin Fritz Lukas Greiderer Stefan Rettenegger Johannes Lamparter | 47.29,7 |

#### Vrouwen
| Onderdeel                | Goud                           | Goud    | Zilver                        | Zilver  | Brons              | Brons   |
| ------------------------ | ------------------------------ | ------- | ----------------------------- | ------- | ------------------ | ------- |
| Gundersen normale schans | Gyda Westvold Hansen Noorwegen | 14.27,1 | Nathalie Armbruster Duitsland | 14.38,6 | Haruka Kasai Japan | 14.43,8 |

#### Gemengd
| Onderdeel | Goud                                                                                 | Goud    | Zilver                                                                 | Zilver  | Brons                                                                        | Brons   |
| --------- | ------------------------------------------------------------------------------------ | ------- | ---------------------------------------------------------------------- | ------- | ---------------------------------------------------------------------------- | ------- |
| Team      | Noorwegen Jens Lurås Oftebro Ida Marie Hagen Gyda Westvold Hansen Jarl Magnus Riiber | 37.38,2 | Duitsland Vinzenz Geiger Jenny Nowak Nathalie Armbruster Julian Schmid | 38.26,0 | Oostenrijk Stefan Rettenegger Annalena Slamik Lisa Hirner Johannes Lamparter | 38.38,2 |

### Schansspringen

#### Mannen
| Onderdeel         | Goud                                                 | Goud   | Zilver                                                                                        | Zilver | Brons                                                              | Brons  |
| ----------------- | ---------------------------------------------------- | ------ | --------------------------------------------------------------------------------------------- | ------ | ------------------------------------------------------------------ | ------ |
| Normale schans    | Piotr Żyła Polen                                     | 0261,8 | Andreas Wellinger Duitsland                                                                   | 0259,2 | Karl Geiger Duitsland                                              | 0257,7 |
| Grote schans      | Timi Zajc Slovenië                                   | 0287,5 | Ryoyu Kobayashi Japan                                                                         | 0276,8 | Dawid Kubacki Polen                                                | 0276,2 |
| Team grote schans | Slovenië Lovro Kos Žiga Jelar Timi Zajc Anže Lanišek | 1178,9 | Noorwegen Johann André Forfang Kristoffer Eriksen Sundal Marius Lindvik Halvor Egner Granerud | 1166,0 | Oostenrijk Daniel Tschofenig Michael Hayböck Jan Hörl Stefan Kraft | 1139,4 |

#### Vrouwen
| Onderdeel           | Goud                                                                    | Goud  | Zilver                                                                              | Zilver | Brons                                                                            | Brons |
| ------------------- | ----------------------------------------------------------------------- | ----- | ----------------------------------------------------------------------------------- | ------ | -------------------------------------------------------------------------------- | ----- |
| Normale schans      | Katharina Althaus Duitsland                                             | 249,1 | Eva Pinkelnig Oostenrijk                                                            | 246,9  | Anna Odine Strøm Noorwegen                                                       | 246,0 |
| Grote schans        | Alexandria Loutitt Canada                                               | 264,4 | Maren Lundby Noorwegen                                                              | 254,0  | Katharina Althaus Duitsland                                                      | 245,9 |
| Team normale schans | Duitsland Anna Rupprecht Luisa Görlich Selina Freitag Katharina Althaus | 843,8 | Oostenrijk Chiara Kreuzer Julia Mühlbacher Jacqueline Seifriedsberger Eva Pinkelnig | 831,1  | Noorwegen Maren Lundby Eirin Maria Kvandal Thea Minyan Bjørseth Anna Odine Strøm | 828,6 |

#### Gemengd
| Onderdeel           | Goud                                                                     | Goud   | Zilver                                                                                     | Zilver | Brons                                                   | Brons  |
| ------------------- | ------------------------------------------------------------------------ | ------ | ------------------------------------------------------------------------------------------ | ------ | ------------------------------------------------------- | ------ |
| Team normale schans | Duitsland Selina Freitag Karl Geiger Katharina Althaus Andreas Wellinger | 1017,2 | Noorwegen Anna Odine Strøm Johann André Forfang Thea Minyan Bjørseth Halvor Egner Granerud | 1004,5 | Slovenië Nika Križnar Timi Zajc Ema Klinec Anže Lanišek | 1000,4 |

### Medailleklassement
| Plaats | Land             | Goud | Zilver | Brons | Totaal |
| 1      | Noorwegen        | 12   | 10     | 5     | 27     |
| 2      | Zweden           | 4    | 3      | 5     | 12     |
| 3      | Duitsland        | 3    | 6      | 3     | 12     |
| 4      | Slovenië         | 2    | 0      | 1     | 3      |
| 5      | Polen            | 1    | 0      | 1     | 2      |
| 5      | Verenigde Staten | 1    | 0      | 1     | 2      |
| 7      | Canada           | 1    | 0      | 0     | 1      |
| 8      | Oostenrijk       | 0    | 2      | 5     | 7      |
| 9      | Japan            | 0    | 1      | 1     | 2      |
| 10     | Finland          | 0    | 1      | 0     | 1      |
| 10     | Italië           | 0    | 1      | 0     | 1      |
| 12     | Frankrijk        | 0    | 0      | 2     | 2      |
| Totaal | Totaal           | 24   | 24     | 24    | 72     |